# سيدني كلارك
سيدني كلارك (بالإنجليزية: Sidney Clarke)‏ هو سياسي أمريكي، ولد في 16 أكتوبر 1831 في الولايات المتحدة، وتوفي في 18 يونيو 1909 في نفس البلد. حزبياً، نشط في الحزب الجمهوري. وقد انتخب عضو مجلس نواب كنساس وانتخب عضو مجلس النواب الأمريكي.